# Liste der Träger des Groß-Sterns des Ehrenzeichens für Verdienste um die Republik Österreich seit 1952
In dieser nicht vollständigen Liste sind Besitzer des Groß-Sterns des Ehrenzeichens für Verdienste um die Republik Österreich mit kurzen Angaben zur Person und, wenn bekannt, zum Anlass der Verleihung aufgeführt.
Bei den Berufs- bzw. Funktionsbezeichnungen ist der Einheitlichkeit halber immer der erlernte Beruf (falls relevant, sonst der zum Zeitpunkt der Verleihung ausgeübte Beruf) und nachstehend die Funktion, gereiht nach politischer Ebene, angegeben.
Die Einträge sind, falls bekannt, nach dem Verleihungsjahr oder der Veröffentlichung sortiert, innerhalb des Jahres alphabetisch, die Jahresangaben haben aber aufgrund der verschiedenen Quellangaben eine Unschärfe, da die Zeit vom Antrag über die Verleihung bis zur Bekanntmachung mehrere Monate betragen kann.
Eine – teils unvollständige – Liste findet sich in einer Anfragebeantwortung des Bundeskanzlers.

## Träger
- Theodor Körner, Bundespräsident von Österreich von 1950 bis 1957 (1952, ex officio)
- Haile Selassie, Kaiser von Äthiopien von 1930 bis 1936 und 1941 bis 1974 (1954)
- Theodor Heuss, Bundespräsident der Bundesrepublik Deutschland von 1949 bis 1959 (1956)
- Paul, König der Hellenen von 1947 bis 1964 (1956)
- Adolf Schärf, Bundespräsident von Österreich von 1957 bis 1965 (1957, ex officio)
- Albert II., König der Belgier von 1993 bis 2013 (1958)
- Baudouin I., König der Belgier von 1951 bis 1993 (1958)
- Gustav VI. Adolf, König von Schweden von 1950 bis 1973 (1960)
- Louise Mountbatten, Königin von Schweden von 1950 bis 1965 (1960)
- Mohammad Reza Pahlavi, Schah von Persien (Iran) von 1941 bis 1979 (1960)
- Bernhard zur Lippe-Biesterfeld, Prinzgemahl der Niederlande von 1948 bis 1980 (1961)
- Juliana, Königin der Niederlande von 1948 bis 1980 (1961)
- Frederik IX., König von Dänemark von 1947 bis 1972 (1962)
- Ingrid von Schweden, Königin von Dänemark von 1947 bis 1972 (1962)
- Margrethe II., Königin von Dänemark von 1972 bis 2024 (1964)
- Harald V., König von Norwegen seit 1991 (1964)
- Olav V., König von Norwegen von 1957 bis 1991 (1964)
- Bhumibol Adulyadej, König von Thailand von 1946 bis 2016 (1964)
- Sirikit, Königin und Regentin von Thailand, im Amt von 1950 bis 2016 (1964)
- Franz Jonas, Bundespräsident von Österreich von 1965 bis 1974 (1965, ex officio)
- Josip Broz Tito, Präsident von Jugoslawien von 1953 bis 1980 (1965)
- Farah Pahlavi, Kaiserin von Persien von 1959 bis 1979 (1965)
- Elisabeth II., Königin des Vereinigten Königreichs Großbritannien und Nordirland und Staatsoberhaupt weiterer Commonwealth Realms von 1952 bis 2022 (1966)
- Philip, Duke of Edinburgh, Prinzgemahl von Elisabeth II. (1966)
- Franz Josef II., Fürst von Liechtenstein von 1938 bis 1989 (1967)
- Nicolae Ceaușescu, Präsident von Rumänien von 1965 bis 1989 (1969)
- Gustav Heinemann, Bundespräsident der Bundesrepublik Deutschland von 1969 bis 1974 (1973)
- Rudolf Kirchschläger, Bundespräsident von Österreich von 1974 bis 1986 (1974, ex officio)
- Luis Echeverría Álvarez, Präsident von Mexiko von 1970 bis 1976 (1974)
- Jean, Großherzog von Luxemburg von 1964 bis 2000 (1975)
- Karl XVI. Gustav, König von Schweden seit 1973 (1976)
- Hussein I., König von Jordanien von 1952 bis 1999 (1976)
- Cyrus Reza Pahlavi, Kronprinz von Iran (1976)
- Alia al-Hussein, Königin von Jordanien von 1972 bis 1977 (1976)
- Sonja von Norwegen, Königin von Norwegen seit 1991 (1978)
- Juan Carlos I., König von Spanien von 1975 bis 2014 (1978)
- Sophia von Griechenland, Königin von Spanien von 1975 bis 2014 (1978)
- Nūr von Jordanien, Königin von Jordanien von 1978 bis 1999 (1978)
- Silvia von Schweden, Königin von Schweden seit 1973 (1979)
- Henri de Laborde de Monpezat, Prinzgemahl von Dänemark seit 1967 (1979)
- Erich Honecker, Staatsratsvorsitzender der Deutschen Demokratischen Republik von 1976 bis 1989 (1980)
- Karl Carstens, Bundespräsident der Bundesrepublik Deutschland von 1979 bis 1984 (1982)
- Kurt Waldheim, Bundespräsident von Österreich von 1986 bis 1992 (1986, ex officio)
- Abdou Diouf, Staatspräsident des Senegal von 1981 bis 2000 (1986)
- Elizabeth Diouf, First Lady des Senegal von 1981 bis 2000 (1986)
- Mário Soares, Präsident von Portugal von 1986 bis 1999 (1987)
- Hafiz al-Assad, Staatspräsident von Syrien von 1970 bis 2000 (1988)
- Zine el-Abidine Ben Ali, Staatspräsident von Tunesien von 1987 bis 2011 (1989)
- Hans-Adam II., Fürst von Liechtenstein seit 1989 (1991)
- Andrew Bertie, Großmeister des Malteserordens von 1988 bis 2008 (1991)
- Thomas Klestil, Bundespräsident von Österreich von 1992 bis 2004 (1992, ex officio)
- Azlan Shah, König von Malaysia von 1989 bis 1994 (1992)
- Patricio Aylwin, Staatspräsident von Chile von 1990 bis 1994 (1993)
- Beatrix, Königin der Niederlande von 1980 bis 2013 (1994)
- Claus von Amsberg, Prinzgemahl der Niederlande von 1980 bis 2002 (1994)
- Siti Hartinah Suharto, First Lady von Indonesien von 1967 bis 1996 (1996)
- Roman Herzog, Bundespräsident der Bundesrepublik Deutschland von 1994 bis 1999 (1997)
- Paola Ruffo di Calabria, Königin der Belgier von 1993 bis 2013 (1997)
- Jacques Chirac, Staatspräsident von Frankreich von 1995 bis 2007 (1998)
- Aleksander Kwaśniewski, Staatspräsident von Polen von 1995 bis 2005 (1998)
- Leonid Kutschma, Staatspräsident der Ukraine von 1994 bis 2005 (1998)
- Akihito, Kaiser von Japan von 1989 bis 2019 (1999)
- Michiko Shōda, Kaiserin von Japan von 1989 bis 2019 (1999)
- Konstantinos Stefanopoulos, Staatspräsident von Griechenland von 1995 bis 2005 (1999)
- Árpád Göncz, Staatspräsident von Ungarn von 1990 bis 2000 (1999)
- Petar Stojanow, Staatspräsident von Bulgarien von 1997 bis 2002 (1999)
- Emil Constantinescu, Staatspräsident von Rumänien von 1996 bis 2000 (1999)
- Nursultan Nasarbajew, Präsident von Kasachstan seit 1990 (2000)
- Qabus ibn Said, Sultan von Oman seit 1970 (2001)
- Abdullah II., König von Jordanien seit 1999 (2001)
- Rania von Jordanien, Königin von Jordanien seit 1999 (2001)
- Stjepan Mesić, Staatspräsident von Kroatien von 2000 bis 2010 (2001)
- Carlo Azeglio Ciampi, Staatspräsident von Italien von 1999 bis 2006 (2002)
- Jorge Sampaio, Präsident von Portugal von 1996 bis 2006 (2002)
- Abd al-Aziz Bouteflika, Präsident von Algerien seit 1999 (2003)
- Heinz Fischer, Bundespräsident von Österreich von 2004 bis 2016 (2004, ex officio)
- Johannes Rau, Bundespräsident der Bundesrepublik Deutschland von 1999 bis 2004 (2004)
- Ferenc Mádl, Staatspräsident von Ungarn von 2000 bis 2005 (2004)
- Marie von und zu Liechtenstein, Fürstin von Liechtenstein, von 1989 bis 2021 (2004)
- Abdullah ibn Abd al-Aziz, König von Saudi-Arabien von 2005 bis 2015 (2004)
- Rudolf Schuster, Staatspräsident der Slowakei von 1999 bis 2004 (2004)
- Vicente Fox Quesada, Präsident von Mexiko von 2000 bis 2006 (2005)
- Tarja Halonen, Staatspräsidentin von Finnland von 2000 bis 2012 (2006)
- Karolos Papoulias, Staatspräsident von Griechenland von 2005 bis 2015 (2007)
- Tassos Papadopoulos, Staatspräsident von Zypern von 2003 bis 2008 (2007)
- Giorgio Napolitano, Staatspräsident von Italien von 2006 bis 2015 (2007)
- Aníbal Cavaco Silva, Präsident von Portugal seit 2006 (2009)
- Václav Klaus, Staatspräsident der Tschechischen Republik von 2003 bis 2013 (2009)
- Valdas Adamkus, Präsident von Litauen von 1998 bis 2003 und von 2004 bis 2009 (2009)
- Amadou Toumani Touré, Präsident von Mali von 2002 bis 2012 (2009)
- Hamad bin Chalifa Al Thani, Emir von Katar von 1995 bis 2013 (2010)
- Danilo Türk, Staatspräsident von Slowenien von 2007 bis 2012 (2011)
- Michel Sulaiman, Präsident des Libanon von 2008 bis 2014 (2012)
- Matthew Festing, Großmeister des Malteserordens seit 2008 (2012)
- François Hollande, Staatspräsident von Frankreich von 2012 bis 2017 (2013)
- Henri, Großherzog von Luxemburg seit 2000 (2013)
- Maria Teresa Mestre, Großherzogin von Luxemburg seit 2000 (2013)
- Schimon Peres, Präsident von Israel von 2007 bis 2014 (2014)
- Sauli Niinistö, Präsident von Finnland seit 2012 (2015)
- Rossen Plewneliew, Präsident von Bulgarien von 2012 bis 2017 (2016)
- Alexander Van der Bellen, Bundespräsident von Österreich seit 2017 (2017, ex officio)
- Andrej Kiska, Staatspräsident der Slowakei von 2014 bis 2019 (2019)
- Sergio Mattarella, Staatspräsident von Italien seit 2015 (2019)
- Marcelo Rebelo de Sousa, Staatspräsident von Portugal seit 2016 (2019)
- Willem-Alexander, Monarch des Königreiches der Niederlande seit 2013 (2022)
- Máxima der Niederlande, seit 2013 Königin der Niederlande (2022)
- Miloš Zeman (2023)

ohne Jahresangabe
- Hassan II., König von Marokko von 1961 bis 1999 (?)
- Ferdinand Marcos, Präsident der Philippinen von 1965 bis 1986 (?)

Der österreichische Bundespräsident ist gemäß § 1 Abs. 4 des Bundesgesetzes über die Schaffung von Ehrenzeichen für Verdienste um die Republik Österreich „mit dem Tage seiner Wahl für Lebensdauer Besitzer derjenigen Abstufung des Ehrenzeichens, die nach den Bestimmungen des Statutes für die höchsten um die Republik erworbenen Verdienste [= Anlage Abschn. II Abs. 2] verliehen wird“.